# Demòdoc de Leros
Demòdoc de Leros （grec antic: Δημόδοκος, llatí: Demodocus) va ser un poeta grec nascut a l'illa de Leros, probablement al segle v aC.
És l'autor de quatre epigrames inclosos a l'Antologia grega, en els quals ataca la gent de Quios, Capadòcia i Cilícia. L'esmenta Aristòtil.